# Vicente de Valverde
Padre Vicente de Valverde (Oropesa, 1498 – Isola di Puná, 11 novembre 1541) è stato un vescovo cattolico e domenicano spagnolo; resse la diocesi di Cusco, in Perù, dal 1537 al 1541.

## Origini
Nacque in Oropesa, Spagna, da Francisco Hernando de Valverde e da Teresa Alvarez de Vallejeda. Il padre era un hidalgo della corte del III conte di Oropesa, la madre era figlia di ebrei convertiti, particolarmente stimati dal conte medesimo.
Nel 1515 si recò a Salamanca per studiare presso la locale Università, ma successivamente decise di prendere gli ordini sacerdotali, cosa che fece, il 23 aprile 1524, entrando nell'ordine domenicano.
Nel 1530 si recò nelle Indie dove, durante il periodo della colonizzazione spagnola dell'America meridionale, svolse un ruolo rilevante al fianco del conquistador Francisco Pizarro.
Non è chiaro se arrivò in Perù assieme a Pizarro nel 1530 o se lo raggiunse a San Miguel de Piura nel 1531 provenendo da Panama.
Comunque Valverde partecipò attivamente alla conquista fin dalle sue prime fasi e fu uno dei protagonisti dello scontro di Cajamarca nel quale si decisero le sorti dell'impero andino.

## Incontro con Atahuallpa
Quando il sovrano inca si recò nella piazza principale della cittadina di Cajamarca, dove si erano attestate le truppe spagnole, Pizarro inviò il frate domenicano a parlamentare, o meglio a pronunciare il famoso requerimiento.
Si trattava di un'ipocrita dichiarazione da recitare ai nativi, imposta dalla Corte di Spagna prima di iniziare le ostilità. In essa si sosteneva il legittimo diritto della nazione iberica di signoreggiare le terre americane e si invitavano gli indigeni a sottomettersi e a ricevere le nozioni della fede cristiana. Il religioso spagnolo, accompagnato da un interprete, il famoso Felipillo, avanzò verso il sovrano inca con una croce in una mano e la Bibbia nell'altra, sostenendo a gran voce di portare la parola di Dio ed invitandolo a riconoscere l'autorità del Re di Spagna.
All'ovvia incredulità dell'Inca, che chiedeva da dove gli venisse quel diritto, gli porse la Bibbia, ma Atahuallpa, dopo averla accostata all'orecchio, non avendo sentito nessuna parola, la gettò a terra sdegnato, chiedendo spiegazioni riguardo agli intenti degli spagnoli e al loro comportamento verso i suoi sudditi.
Vicente de Valverde raccolse la Bibbia altrettanto sdegnato e ritornò sui suoi passi per riferire a Pizarro.
Esistono versioni contrastanti, da parte dei cronisti presenti all'accaduto, circa il commento che egli rese al suo comandante.
Secondo alcuni parlò di Atahuallpa come di un cane orgoglioso incitando i soldati a vendicare l'oltraggio. Secondo altri si limitò a riferire l'esisto negativo del suo intervento, comunque è certo che poco dopo gli Spagnoli sferrarono il loro micidiale attacco.
Altrettanto certo è che Pizarro non aveva nessun bisogno di essere incitato. Le sue truppe si erano preparate dalla sera precedente allo scontro ed avevano passato la notte in assetto di combattimento.
Non si trattò di una battaglia, ma di una carneficina perché gli inca, disarmati ed impreparati, non cercarono neppure di opporre resistenza. Si è molto insistito sull'importanza delle armi da fuoco nell'occasione, ma, in realtà, le piccole colubrine e i pochi archibugi in possesso degli spagnoli, col loro tiro impreciso e la lentezza nella ricarica ebbero soltanto un effetto psicologico. Veramente micidiali si rivelarono, invece, i cavalli uniti alle corazze e alle spade di acciaio che trafiggevano agevolmente gli indigeni seminudi.
Se la responsabilità di Valverde nella cattura dell'inca è dubbia, non altrettanto può dirsi del suo apporto alla decisione di giustiziare l'inca prigioniero, malgrado avesse pagato un favoloso riscatto e avesse avuto assicurazioni per la sua vita.
Tutti i cronisti presenti alla condanna sono d'accordo nel riconoscere nei maneggi del frate domenicano e nelle mene del tesoriere Riquelme, la principale ragione della decisione di Pizarro, al proposito, pur dopo lunghi tentennamenti e resistenze anche notevoli.
Si ritiene che Valverde si sentisse particolarmente offeso dall'atteggiamento di Atahuallpa che aveva, fino ad allora, respinto tutti i suoi tentativi di convertirlo alla fede cristiana.
Solo grazie alla minaccia del rogo che, con la consunzione del corpo, secondo le credenze peruviane, non avrebbe permesso la rigenerazione dello spirito, Valverde ottenne infine di battezzare lo sfortunato sovrano.
Ci si domanda con quale convinzione interiore Atahuallpa abbia abbracciato la fede cristiana dopo l'assicurazione di essere strangolato anziché bruciato, ma questo pur misero gesto formale sembra essere stato sufficiente per l'orgoglio del rancoroso domenicano.

## Carriera ecclesiastica
Valverde seguì Pizarro nella sua marcia verso Cusco dove nel 1534 venne eretta una nuova chiesa in seguito chiamata, con sua grande soddisfazione, Cattedrale di Valverde.
Più tardi tornò in Spagna seguendo Hernando Pizarro, fratello di Francisco, che era stato incaricato di portare a Corte l'oro di spettanza della Corona e di richiedere cariche e prebende per tutti i partecipanti alla Conquista. Valverde seppe abilmente patrocinare la sua causa ed ottenne la nomina di vescovo di Cusco e di tutto il Perù.
Nel 1536 venne nominato protettore dei nativi ed inquisitore con la conferma del Papa. Tornò in Perù nel 1538 portando seco molti suoi famigliari, si parla di un centinaio, ed altri amici e compaesani che fece imbarcare su una piccola flotta di dieci navi.
Arrivato in Perù si trovò di fronte alla vertenza tra Pizarro e Almagro che cercò di comporre senza però alcun risultato. Si diede allora a esercitare le sue prerogative religiose astenendosi dal partecipare alla contesa che sarebbe presto degenerata in un'aperta guerra civile.
Si installò in Lima dove creò una vera e propria corte personale, fastosa e numerosa e per il cui sostentamento dissipò le ingenti ricchezze che gli derivavano dalle “encomiendas” che aveva ricevuto assieme alle sue cariche.
La sua eminente posizione gli procurò inimicizie e denunce anche presso la Corona. Nel frattempo, meravigliando i suoi contemporanei, diede inizio ad un'inaspettata attività in difesa degli indigeni oppressi che gli procurò altri nemici tra gli stessi conquistadores, già suoi antichi compagni durante la conquista.
In contrasto con le autorità civili, pretese ed ottenne, ad esempio, la condanna esemplare di due spagnoli che avevano violato le loro serve indigene, ma la sua azione era troppo isolata perché potesse alleviare veramente la posizione infelice dei nativi sottoposti ad ogni sorta di sopraffazioni.
Ciò nonostante, fu oggetto di azioni vendicative come quella di Antonio de Game, di cui aveva occupato la carica di giudice e che lo dipinse a fosche tinte presso la Corona.
Sono state ritrovate due Carte di Valverde inviate al Re.
In esse il problema degli indigeni viene affrontato con realismo, ma anche con aspetti di un'umanità sorprendente per un personaggio che si era compromesso negli aspetti più cruenti della conquista. In un passaggio, ad esempio, raccomanda al Re di Spagna di fornire una piccola dote alle figlie superstiti di Atahuallpa e di Huayna Cápac, perché possano sposarsi convenientemente.
Non possiamo sapere se il suo atteggiamento verso gli indios sia stato motivato dalla necessità di adeguarsi alla carica religiosa che occupava o se sia stato determinato da una sincera presa di coscienza, ma non possiamo che prendere atto della sua nuova posizione in materia.

## Fine tragica
Nel 1541, mentre era a Cusco, intento a procedure di ordine religioso, alcuni vecchi compagni del defunto Almagro uccisero, in Lima, Pizarro, eleggendo a loro capo il figlio del loro antico comandante.
Valverde accorse prontamente nella capitale cercando di ricondurre a miti consigli gli animi alterati.
La sua opera non venne però bene accolta dai congiurati che gli rinfacciavano di essere stato sempre amico del defunto Marchese. Nella concitazione degli eventi Valverde capì che la sua stessa vita era in pericolo e decise di agire di conseguenza. Riuscì a far liberare un cognato che era stato arrestato, impegnandosi a trattenerlo nella sua casa e, invece, la notte stessa fuggì per mare alla volta di Panama.
Il Giovane Almagro inviò un veliero alla sua ricerca, ma senza esito. Valverde era scappato su una piccola balsa e costeggiando progredì verso Nord. L'11 novembre era a Tumbez dove redasse una lettera per Vaca de Castro, il Governatore che si apprestava a combattere gli insorti e successivamente transitò davanti all'isola di Puna nella Provincia del Guayas dell'odierno Ecuador.
Gli isolani erano, però, in rivolta e catturarono l'imbarcazione. Il prestigio di Valverde era nullo presso questi indigeni, così, venne messo a morte al pari dei suoi accompagnatori, in numero di sedici.
La sua fine fu atroce. Francisco de Toledo avrebbe, più tardi ricostruito gli eventi davvero orripilanti, comunque già segnalati da diversi cronisti. Il frate domenicano fu abbrustolito, vivo, su una graticola e, infine, gli furono cavati gli occhi e nelle orbite vuote venne colato dell'oro fuso. Alcune voci, sostenevano, nella colonia, che sarebbe stato addirittura divorato dai suoi persecutori.

### Testimoni oculari dell'eccidio di Cajamarca
- Ruiz de Arce (Juan) Advertencia... a los sucesores (1543) In COLL. AUSTRAL Madrid 1964
- Estete (Miguel de)
  - Relación del viaje ... desde el pueblo de Caxmalca a Pachacamac. (1533) In Ramusio EINAUDI, Torino 1988
  - Noticia del Perú  (1540) In COL. LIBR. DOC. HIST. PERU (2ª serie tomo 8°, Lima 1920)
- Jerez (Francisco de) Verdadera relación de la conquista del Perú (1534) In Ramusio EINAUDI, Torino 1988
- Mena (Cristobal de) Conquista y población del Perú (1534) In Ramusio EINAUDI, Torino 1988
- Pizarro (Hernando) Carta de Hernando Pizarro (1533) In COLL. AUSTRAL Madrid 1964
- Pizarro (Pedro)  Relación del descubrimiento y conquista de los Reynos del Perú. (1571) In BIBL. AUT. ESP. (tomo CLVIII, Madrid 1968)
- Sancho de Hoz (Pedro) Relatione di quel che nel conquisto & pacificatione di queste provincie & successo...& la prigione del cacique Atabalipa.  (1534) In Ramusio EINAUDI, Torino 1988
- Trujillo (Diego de) Relación del descubrimiento del Reino del Perú (1571) in COLL. AUSTRAL Madrid 1964

### Altri storici dell'epoca
- Cieza de Leon (Pedro de)
  - Segunda parte de la crónica del Perú (1551). In COL. CRONICA DE AMERICA (Dastin V. 6°. Madrid 2000)
  - Descubrimiento y conquista del Perú (1551). In COL. CRONICA DE AMERICA (Dastin V. 18°. Madrid 2001)
- Cobo (Bernabé), Historia del Nuevo Mundo (1653). In BIBL. AUT. ESP. Tomi XCI, XCII, Madrid 1956
- Garcilaso (Inca de la Vega)
  - Commentarios reales (1609), Rusconi, Milano 1977
  - La conquista del Peru (1617), BUR, Milano 2001
- Gómara (Francisco Lopez de), Historia general de las Indias (1552). In BIBL. AUT. ESP. (tomo LXII, Madrid 1946)
- Oviedo y Valdés (Gonzalo Fernández de), Historia General y natural de las Indias 5 Vol. in IBL. AUT. ESP. (tomi CXLVI-CLI), Madrid 1991)
- Herrera y Tordesillas (Antonio de), Historia general ... (1601-1615), COL. Classicos Tavera (su CD)
- Titu Cusi Yupanqui, Relación de la conquista del Perú y echos del Inca Manco II  (1570). In ATLAS, Madrid 1988